# معجون (ترانه)
«معجون» (انگلیسی: Potion) ترانه‌ای از دی‌جی اسکاتلندی کالوین هریس، خوانندهٔ انگلیسی آلبانیایی دوآ لیپا و رپر آمریکایی یانگ تاگ برای ششمین آلبوم استودیویی هریس با عنوان Funk Wav Bounces Vol. 2 (۲۰۲۲) است. این ترانه توسط هریس، لیپا، یانگ تاگ، جسی ریِز و مانیش بیدای نوشته شده و تهیه‌کنندگی آن را هریس بر عهده داشته است. «معجون» به عنوان تک‌آهنگ آغازین این آلبوم، در ۲۷ مه ۲۰۲۲ از سوی سونی میوزیک برای دانلود دیجیتال و استریم در کشورهای مختلف منتشر شد. این قطعه با ترکیب سبک‌های دنس، دیسکو، ئی‌دی‌ام و پاپ، فضایی آرام و خنک می‌سازد که با سازهایی الهام‌گرفته از دههٔ ۱۹۷۰ مانند بلنگو، گیتار الکتریک و پیانو همراهی می‌شود. درون‌مایهٔ ترانه حول ماهیت جادویی یک معجون می‌گردد که نویدبخش تجربه‌ای دل‌انگیز از تابستان است.

## گواهی‌نامه‌ها
| منطقه                                   | گواهی  | واحد گواهی‌شده/فروش |
| --------------------------------------- | ------ | ------------------ |
| استرالیا (آی‌اف‌پی‌آی استرالیا)            | Gold   | ۳۵٬۰۰۰             |
| کانادا (میوزیک کانادا)                  | Gold   | ۴۰٬۰۰۰             |
| نیوزیلند (آرآی‌ای‌ان‌زد)                   | Gold   | ۱۵٬۰۰۰             |
| بریتانیا (بی‌پی‌آی)                       | Silver | ۲۰۰٬۰۰۰            |
| ایالات متحده (آرآی‌ای‌ای)                 | Gold   | ۵۰۰٬۰۰۰            |
| رقم فروش+پخش جاری تنها بر پایهٔ گواهی‌ها. |        |                    |

## تاریخچه انتشار
| منطقه        | تاریخ       | فرمت(ها)              | ناشر   | منابع  |
| ------------ | ----------- | --------------------- | ------ | ------ |
| مختلف        | ۲۷ مه ۲۰۲۲  | دانلود دیجیتال استریم | سونی   | [ ۶ ]  |
| فرانسه       | ۲۷ مه ۲۰۲۲  | رادیو ایرپلی          | سونی   | [ ۷ ]  |
| ایتالیا      | ۲۷ مه ۲۰۲۲  | رادیو ایرپلی          | سونی   | [ ۸ ]  |
| بریتانیا     | ۲۷ مه ۲۰۲۲  | مختلف                 | سونی   | [ ۹ ]  |
| ایالات متحده | ۶ ژوئن ۲۰۲۲ | رادیو معاصر بزرگسال   | کلمبیا | [ ۱۰ ] |
| ایالات متحده | ۷ ژوئن ۲۰۲۲ | رادیو هیت معاصر       | کلمبیا | [ ۱۱ ] |